# Spark (ensemble)
Spark est un ensemble de musique de chambre qui se consacre à l’interprétation moderne de pièces classiques, ou à l'interprétation de musique pop sans instruments électriques. Il se propose de familiariser avec la musique classique les jeunes auditeurs ou les personnes peu familières de concerts. Leur leitmotiv Spark – die klassische Band exprime la volonté de ces musiciens d'insuffler à la musique classique l'énergie et la sensibilité musicale de musiciens grandis dans le rock’n’roll.

## Formation et évolutions
Cet ensemble s'est formé en 2007 à l'instigation de deux flûtistes allemands, Andrea Ritter et Daniel Koschitzki, qui avaient tous deux étudié l'interprétation musicale à Karlsruhe puis s'étaient produits ensemble au sein de l'Amsterdam Loeki Stardust Quartet avant de fonder en 2006 le duo baroque Koschitzki & Ritter.
Cette année 2007, ils s'adjoignent la collaboration d'un camarade du conservatoire de Karlsruhe, le violoncelliste Victor Plumettaz. L'année suivante, c'est l'arrivée du violoniste Stefan Glaus : il quitte le groupe en 2015, et est remplacé en 2017 par Stefan Balazsovics. Le trio a changé plusieurs fois de pianiste ; depuis 2016, la partie de piano est tenue par Arseni Sadykov. Tous les musiciens de Spark sont de formation classique, mais leur interprétation musicale est librement influencée par le minimalisme, les musiques de film (par exemple Wonderland de Nyman) ou la pop (Can't Take My Eyes Off You).
Spark enregistre son premier album : Downtown Illusions, en 2010 chez ARS Produktion, avec au piano Jutta Rieping. Leur deuxième album, Folk Tunes, qui paraît en 2012 chez Deutsche Grammophon/Universal, s'inspire pour l'essentiel de thèmes de musique traditionnelle européenne. Le troisième album, Wild Territories (2015) se présente comme une rêverie à travers différents paysages urbains. Pour Facets of Infinity (2017), Spark se fait accompagner pour la première fois par un orchestre symphonique, le Frankfurter Opern- und Museumsorchester.

## Les interprètes et leurs instruments
La colonne vertébrale du groupe est le duo de flûtistes Andrea Ritter et Daniel Koschitzki, fondateurs du groupe. Pour leurs prestations au sein de Spark, ils n'utilisent pas moins de 30 flûtes différentes, surtout des flûtes à bec (de la sous-soucontrebasse à la sopranino), mais aussi des instruments historiques comme la flûte à bec Renaissance Ganassi. Daniel Koschitzki joue parfois aussi du mélodica. Le duo de flûte est accompagné par un trio classique : piano (le plus souvent un piano à queue), violoncelle et violon (parfois alto).

## Répertoire
L'essentiel du répertoire de Spark est fait de morceaux contemporains, composés ou arrangés par les flûtistes de Spark. Ainsi le groupe s'engage aux côtés de Chiel Meijering, Johannes Motschmann, Kenji Bunch ou Lev Jourbine (Tango Heavy) pour la promotion de la musique contemporaine européenne et américaine ; mais Spark n'hésite pas à mêler à ses albums des réinterprétations de pièces plus classiques ou populaires, afin de mettre en évidence les racines de la musique contemporaine.

## Discographie
- 2010: Downtown Illusions (ARS Produktion[3]).
- 2012: Folk Tunes (Deutsche Grammophon/Universal) avec Kitty Hoff en artiste invitée[4].
- 2012: New Directions In Classical Music (sélection de Deutsche Grammophon/Universal avec deux morceaux interprétés par Spark[5]).
- 2012: Eine Klassik für sich – Les meilleurs albums de 2012 (sélection de Deutsche Grammophon/Universa/Decca, rétrospective annuelle avec un extrait de l'album Folk Tunes)[6]
- 2015: Wild Territories (Berlin Classics[7]).
- 2017: Facets of Infinity (Neue Meister/Edel) avec le Frankfurter Opern- und Museumsorchester[7]

## Prix et distinctions
Leur premier album Downtown Illusions a reçu en 2011 le prix ECHO Klassik dans la catégorie „Klassik ohne Grenzen“. L'appréciation accompagnant le prix indique : « Spark conquiert le public par une combinaison unique de plaisir du jeu et de virtuosité. Leur fougue musicale triomphe de toutes les barrières stylistiques. »

## Voir également
- spark-die-klassische-band.de, site web officiel de Spark
- SPARKclassicalband page Youtube officielle de Spark
- Spark sur le site d'Universal Music Group
- Burkhard Schäfer, « Kammermusik für die Facebook-Generation », sur ZEIT online, 30 août 2011 (consulté le 30 novembre 2012)
- Janek Wiechers, « Wenn der Funke überspringt » [archive du 7 février 2013], sur NDR Kultur, 30 octobre 2012 (consulté le 30 novembre 2012)